# Малай (родовище)
Малай – газове родовище на сході Туркменістану, яке за міжнародною класифікацією відноситься до категорії гігантських.
Малай відкрили у другій половині 1970-х, при цьому виявили газові поклади пластового типу у відкладах нижньої крейди (шатлицький горизонт готерівського ярусу). Як колектори тут виступають пісковики із пористістю 15 – 20%, покрівля продуктивного пласта знаходиться на глибині 2326 – 2400, а його товщина сягає 72 метрів. Крім того, тоді ж у  відкладах верхньої юри (келовейський та оксфордський яруси) виявили поклади так само пластового типу із покрівлею пластів на глибині 3400 та 3566 метрів. Їх колекторами є карбонати із пористістю 11 – 15%, а товщина пластів сягає 44 метрів. Газ родовища має високу якість та практично не містить сірководню, а вміст двоокису вуглецю складає лише 0,12%.
Станом на 2022 рік початкові видобувні запаси Малай оцінювались у 359 млрд м3, з яких вже було видобуто 247 млрд м3. При цьому розвідка продовжувалась (22 млрд м3 зі складу запасів були виявлені у тому ж 2022-му) і планувалось буріння свердловин глибиною 4000 метрів. 
Малай почали вводити у розробку в 1986-му. Видача продукції могла здійснюватись до головної частини туркменської газотранспортної системи через трубопровід КС Каракум – Малай, а також до ряду районів на лівобережжі Амудар’ї через лінію Малай – Сакар – Керкі.
На початку 2010-х в межах мегапроекту Центральна Азія – Китай проклали трубопровід Малай – Багтиярлик та вжили заходів до збільшення видобутку з Малай. Станом на 2016-й тут видобували 24 млн м3 на добу, а кількість діючих свердловин сягнула 85 (крім того, на установку підготовки надходила продукція значно меншого родовища Чартак, де функціонували 7 свердловин).
У 2022-му стала до ладу потужна компресорна станція Малай, що має два ідентичні цеха, один з яких має працювати саме з продукцією Малай.